# Stylianós Mavromichális
Pour les articles homonymes, voir Mavromichalis.
Stylianós Mavromichális (grec moderne : Στυλιανός Μαυρομιχάλης) est un homme politique grec.
Né en 1899 dans le Magne, il est issu de la famille Mavromichalis qui combattit lors de la guerre d'indépendance de 1821. Il fut président de la Cour suprême de Grèce (Áreios Págos) entre 1963 et 1968 et brièvement premier ministre de Grèce en 1963. Il décède le 30 octobre 1981.